# Heteferes A
Heteferes A je bila princeza drevnog Egipta, a živjela je tijekom 4. dinastije.

## Etimologija
| Htp · t · p | Hr · r | s |

Heteferesino ime znači "zadovoljno je njezino lice".

## Životopis
Princeza Heteferes je bila kćer faraona Snofrua i njegove polusestre, kraljice Heteferes I. Rođena je na početku 4. dinastije, a nazvana je po majci. Bila je najstarije dijete Heteferes I., najstarija Snofruova kćer te unuka Hunija, Džefatnebti i Meresank I. Heteferesin mlađi brat bio je Kufu, Snofruov nasljednik. 
Heteferes je odrastala na kraljevskom dvoru zajedno s drugim članovima kraljevske obitelji. Imala je nekoliko mlađe polubraće i polusestara. Heteferesini su naslovi bili "najstarija kraljeva kćer od njegova tijela", "ona koju on voli" i "Snofruova svećenica". Ovaj je zadnji naslov dosta tajanstven te nije poznato što znači to da je ona bila svećenica svog oca. Moguće je da je riječ o nekom religijskom simbolizmu. 
Heteferes se udala za svog mlađeg polubrata, princa Ankafa. Imali su kćer čije je ime nepoznato, a koja je rodila princa Anketefa. 
Kufu je nazvao jednu svoju kćer Heteferes, ili po svojoj majci, ili po svojoj sestri. Ta će princeza poslije biti znana kao kraljica Heteferes II.
Ne zna se gdje je princeza Heteferes pokopana, ali zasigurno nije pokopana zajedno s Ankafom. Ipak, ona je prikazana u njegovoj grobnici u Gizi. 